# WrestleMania
WrestleMania és un esdeveniment anual de Pagament per visió de lluita lliure professional produït per la World Wrestling Entertainment (WWE) des de 1985. És promocionat com l'esdeveniment més important de cada any. WrestleMania és per a la WWE el que la Super Bowl és per a la NFL, és a dir, l'esdeveniment d'entreteniment esportiu més important de l'any. És el més gran i durador dels esdeveniments més importants de lluita lliure professional en el món, pel que és descrit com a "The Showcase of the Immortals" ("La vitrina dels Immortals") i "The Biggest Stage of Them All" ("L'escenari més gran de tots").
Els esdeveniments WrestleMania, Royal Rumble, SummerSlam i Survivor Series són els quatre esdeveniments de Pagament Per Visió de la WWE. Del 2004 al 2006, els quatre esdeveniments eren els únics en tenir junts en un mateix PPV a lluitadors de les marques de RAW, SmackDown! i, el 2006, ECW.

## Dates i llocs de WrestleMania

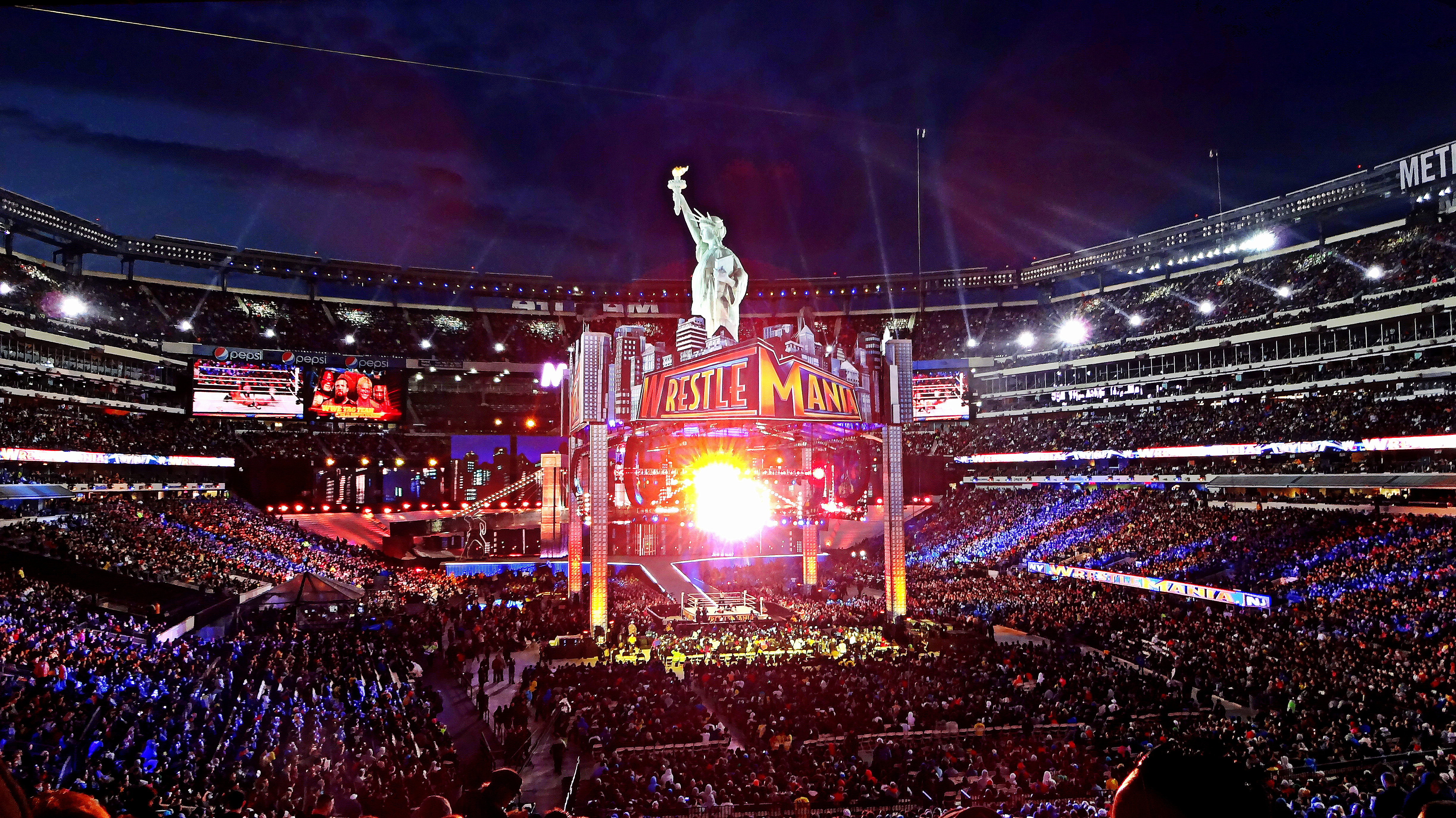
WrestleMania 29

| Esdeveniment            | Data               | Ciutat                        | Lloc                              | Assistència |
| ----------------------- | ------------------ | ----------------------------- | --------------------------------- | ----------- |
| WrestleMania I          | 31 de març de 1985 | Nova York (Nova York)         | Madison Square Garden             | 19.121      |
| WrestleMania II         | 7 d'abril de 1986  | Los Angeles (Califòrnia)      | Los Angeles Memorial Sports Arena | 14.000      |
| WrestleMania II         | 7 d'abril de 1986  | Rosemont (Illinois)           | Rosemont Horizon,                 | 9.000       |
| WrestleMania II         | 7 d'abril de 1986  | Uniondale (Nova York)         | Nassau Coliseum                   | 16.585      |
| WrestleMania III        | 29 de març de 1987 | Pontiac (Michigan)            | Pontiac Silverdome                | 93.173      |
| WrestleMania IV         | 27 de març de 1988 | Atlantic City (Nova Jersey)   | Boardwalk Hall                    | 18.165      |
| WrestleMania V          | 2 d'abril de 1989  | Atlantic City (Nova Jersey)   | Boardwalk Hall                    | 18.946      |
| WrestleMania VI         | 1 d'abril de 1990  | Toronto (Ontario, Canadà)     | SkyDome                           | 67.678      |
| WrestleMania VII        | 24 de març de 1991 | Los Angeles (Califòrnia)      | Los Angeles Memorial Sports Arena | 16.158      |
| WrestleMania VIII       | 5 d'abril de 1992  | Indianapolis (Indiana)        | Hoosier Dome                      | 62.167      |
| WrestleMania IX         | 4 d'abril de 1993  | Las Vegas (Nevada)            | Caesars Palace                    | 16.891      |
| WrestleMania X          | 20 de març de 1994 | Nova York (Nova York)         | Madison Square Garden             | 18.065      |
| WrestleMania XI         | 2 d'abril de 1995  | Hartford (Connecticut)        | Hartford Civic Center             | 16.305      |
| WrestleMania XII        | 31 de març de 1996 | Anaheim (Califòrnia)          | Arrowhead Pond                    | 18.853      |
| WrestleMania XIII       | 23 de març de 1997 | Chicago (Illinois)            | Rosemont Horizon                  | 18.197      |
| WrestleMania XIV        | 29 de març de 1998 | Boston (Massachusetts)        | FleetCenter                       | 19.028      |
| WrestleMania XV         | 28 de març de 1999 | Filadèlfia (Pennsilvània)     | First Union Center                | 20.276      |
| WrestleMania 2000 (XVI) | 2 d'abril de 2000  | Anaheim (Califòrnia)          | Arrowhead Pond                    | 18.034      |
| WrestleMania X-Seven    | 1 d'abril de 2001  | Houston (Texas)               | Reliant Astrodome                 | 67.925      |
| WrestleMania X8         | 17 de març de 2002 | Toronto (Ontario, Canadà)     | SkyDome                           | 68.237      |
| WrestleMania XIX        | 30 de març de 2003 | Seattle (Washington)          | Safeco Field                      | 54.097      |
| WrestleMania XX         | 14 de març de 2004 | Nova York (Nova York)         | Madison Square Garden             | 18.000      |
| WrestleMania 21         | 3 d'abril de 2005  | Los Angeles (Califòrnia)      | Staples Center                    | 20.193      |
| WrestleMania 22         | 2 d'abril de 2006  | Chicago (Illinois)            | Allstate Arena                    | 17.159      |
| WrestleMania 23         | 1 d'abril de 2007  | Detroit (Michigan)            | Ford Field                        | 80.103      |
| WrestleMania XXIV       | 30 de març de 2008 | Orlando (Florida)             | Citrus Bowl                       | 74.635      |
| WrestleMania XXV        | 5 d'abril de 2009  | Houston (Texas)               | Reliant Stadium                   | 72.744      |
| WrestleMania XXVI       | 28 de març de 2010 | Glendale (Arizona)            | University of Phoenix Stadium     | 72.219      |
| WrestleMania XXVII      | 3 d'abril de 2011  | Atlanta (Geòrgia)             | Georgia Dome                      | 71.617      |
| WrestleMania XXVIII     | 1 d'abril de 2012  | Miami (Florida)               | Sun Life Stadium                  | 78.363      |
| WrestleMania 29         | 7 d'abril de 2013  | East Rutherford (Nova Jersey) | MetLife Stadium                   | 80.676      |
| WrestleMania XXX        | 6 d'abril de 2014  | Nova Orleans (Louisiana)      | Merecedes-Benz Superdome          | 75.167      |
| WrestleMania 31         | 29 de març de 2015 | Santa Clara (Califòrnia)      | Levi's Stadium                    | 76.976      |
| WrestleMania 32         | 3 d'abril de 2016  | Arlington (Texas)             | AT&T Stadium                      | 101.763     |
| WrestleMania 33         | 2 d'abril de 2017  | Orlando (Florida)             | Citrus Bowl                       | 75.245      |
| WrestleMania 34         | 8 d'abril de 2018  | Nova Orleans (Louisiana)      | Merecedes-Benz Superdrome         | 78.133      |
| WrestleMania 35         | 7 d'abril de 2019  | East Rutherford (Nova Jersey) | MetLife Stadium                   | 82.265      |
| WrestleMania 36         | 5 d'abril de 2020  | Tampa (Florida)               | Raymond James Stadium             | 0           |
| WrestleMania 37         | 28 de març de 2021 | Inglewood (Califòrnia)        |                                   |             |